# Габріелла Сабо
Габріелла Сабо (угор. Szabó Gabriella, 14 серпня 1986) — угорська веслувальниця, дворазова олімпійська чемпіонка та олімпійська медалістка.

## Виступи на Олімпіадах
| Олімпіада   | Дисципліна                    | Місце |
| ----------- | ----------------------------- | ----- |
| Пекін 2008  | байдарка-четвірка, 500 метрів | 2     |
| Лондон 2012 | байдарка-четвірка, 500 метрів | 1     |
| Ріо 2016    | байдарка-двійка, 500 метрів   | 1     |